# Karen David
Karen Shenaz David (15 april 1979, Shillong) is een Canadees-Britse actrice en zangeres.

## Levensloop
David werd geboren in India, maar werd opgevoed in Toronto voordat ze naar Londen ging om te studeren aan de Guildford School of Acting.
Ze speelt als actrice in de films Flight of Fury, The Colour of Magic en The Scorpion King 2: Rise of a Warrior. Verder speelde ze in de musical Bombay Dreams. Van 2019 tot en met 2023 was David te zien als het personage Grace Mukherjee in de serie Fear the Walking Dead.

## Discografie
Muziekvideos
- 2000 - "Higher and Higher"[1] (met DJ Jurgen)
- 2003 - "It's Me (You're Talking To)"
- 2007 - "Alive" (met A.R. Rahman)
- 2009 - "Magic Carpet Ride"[2][3][4]
- 2010 - "Hypnotize"[5][6][7]
- 2011 - "Superheroes"[8]
- 2013 - "Daydreamer"[9]
- 2013 - "Dust to Stars"[10]